# Hétérojonction

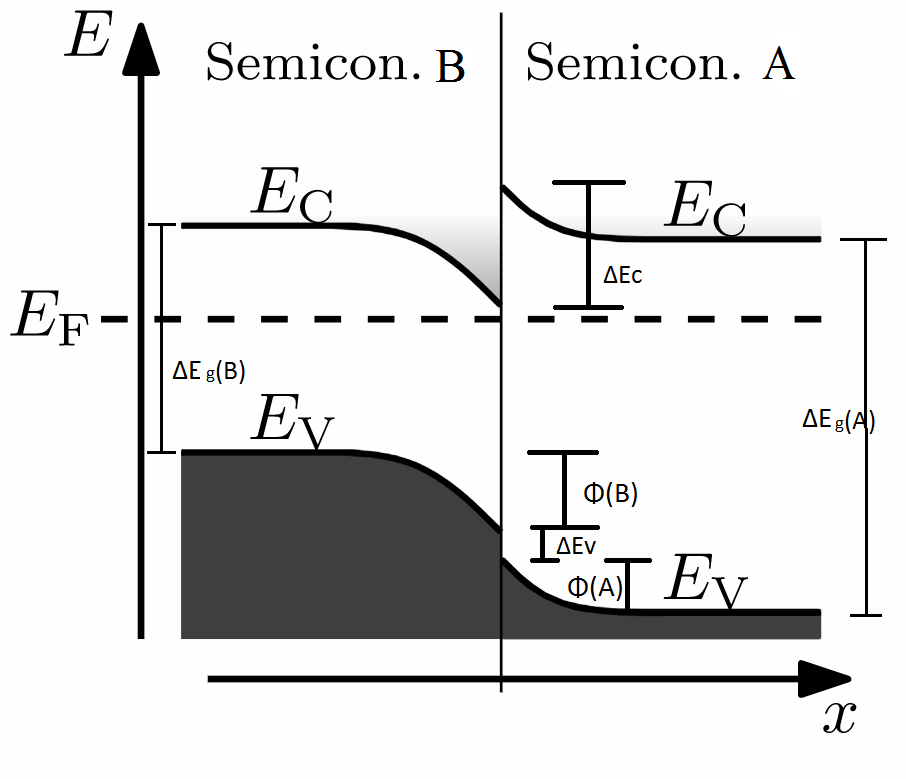
Dans cette hétérojonction d’alignement de type I, on peut clairement voir le potentiel intégré Φbi = Φ(A) + Φ(B).

Une hétérojonction est une jonction entre deux semi-conducteurs dont les bandes interdites (gap, en langue anglaise) sont différentes. Les hétérojonctions ont une importance considérable en physique des semi-conducteurs et en optique.

## Introduction
Une hétérojonction est une jonction formée par deux semi-conducteurs différents ou par un métal et un semi-conducteur.
Quand les deux semi-conducteurs ont le même type de conductivité, on parle d'hétérojonction isotype. Lorsque le type de conductivité diffère, on parle d'hétérojonction anisotype. C'est ce dernier type d'hétérojonction qui présente davantage d'intérêt.
En 1951, William Shockley a proposé d'utiliser une hétérojonction abrupte comme injecteur base-émetteur efficace dans un transistor bipolaire. La même année, Gubanov a publié un article théorique sur les hétérojonctions. Depuis, les hétérojonctions ont été largement étudiées, et de nombreuses applications (existant bien souvent avec des homojonctions) ont pu être améliorées ou être opérationnelles à température ambiante. 
On citera notamment des diodes électroluminescentes, des lasers, des photodétecteurs, des cellules solaires, etc.

## Principes
Soit un semi-conducteur {\displaystyle A} et un semi-conducteur {\displaystyle B}, on a alors une différence entre les deux gaps des matériaux qui est non nulle. On note : 
{\displaystyle \Delta E_{g}=E_{g}(A)-E_{g}(B)} .
Cette différence de gaps se répartit alors en deux discontinuités : la discontinuité de bande de valence ({\displaystyle \Delta E_{v}}) et la discontinuité de bande de conduction ({\displaystyle \Delta E_{c}}) de sorte que : 
{\displaystyle \Delta E_{v}+\Delta E_{c}=\Delta E_{g}} .

## Applications
L'hétérojonction (qui est compatible avec d'autres technologies électroniques) est à la base de plusieurs technologies : 
- télécommunications longue distance ;
- lecteurs CD ou DVD ;
- Appareil photo numérique ;
- production de composants à semi-conducteurs (lasers, diodes, récepteurs) à bas prix et/ou plus performants que leurs équivalents à homojonctions.
- Photovoltaïque : L'hétérojonction pourrait beaucoup améliorer et faciliter la fabrication de certains types de cellules photovoltaïques[3]. En 2019, après plus de 10 ans de recherche avec l'Ines, cette technologie a permis au CEA de battre un nouveau record de rendement pour plusieurs types de cellules à hétérojonction de silicium (caractérisées par un cœur constitué de cellule en silicium monocristallin de type N (ce cœur est rendu semi-conducteur en étant dopé au phosphore). De plus le nombre de stades de fabrication  diminue : une gravure chimique produit les pyramides nécessaires sur les plaquettes de silicium (dites wafers)[3]. Ensuite un nettoyage (également chimique) précède le dépôt par plasma de films nanométriques de silicium amorphe, puis de silicium amorphe transparent dopées N sur une face et dopées P de l'autre côté. La sérigraphie permet ensuite de déposer un réseau de lignes conductrices destinées à collecter les charges électriques[3]. Il n'est pas nécessaire de dépasser 200 °C durant l'opération (à comparer aux 400 °C ou 800 °C à 850 °C pour les procédés concurrents. Ensuite, lors de la fabrication du module photovoltaïque, les cellules sont interconnectées. La cellule produite par hétérojonction est en outre presque symétrique, permettant des usages bifaciaux  : ainsi le captage de la lumière réfléchie par la face inférieure d'un modules lui apporte un gain de rendement (de +8 à +15 %) par rapport à un module monoface. En outre un module de cellules à hétérojonction perd moins de rendement quand il est exposé à la chaleur (coefficient de température amélioré (-0,25 % par degré supplémentaire contre -0,35 % pour un module normal). Selon Charles Roux orienter certains modules verticalement sur un axe Est-Ouest leur confère deux pics de production (vers 10 heures le matin et vers 16 heures après-midi) qui peuvent lisser la production de la "centrale" à panneaux orientés Sud, dont le pic de production apparait cela à midi... en facilitant la gestion du réseau électrique[3].
L'analyse du cycle de vie de l'hétérojonction semble étalement intéressante (moindre empreinte écologique et énergétique, recyclabilité améliorée... sauf pour l'indium qui reste nécessaire et pour lequel on cherche encore un substitut efficace, même si dans les années 2000-2020 le secteur du photovoltaïque en consomme bien moins que celui des écrans plats et la téléphonie. 
L'hétérojonction (qui capte l'énergie du spectre visible et de l'infrarouge) est a priori compatible avec les cellules à pérovskite (qui captent l'énergie de l'ultraviolet et du  début du spectre visible) et avec d'autres technologies (ex : contacts en face arrière qui a permis des records récents de rendement en éliminant les ombrages en face avant grâce à une métallisation intégralement reportée en face arrière". En combinant plusieurs de ces techniques un rendement théorique de 32 %" semble possible selon le CEA, mais les cellules à pérovskite sont encore à stabiliser dans le temps et à produire sur des modules plus grands[3].